# Cimetière protestant de Wasselonne
Le cimetière protestant de Wasselonne est un monument historique situé à Wasselonne, dans le département français du Bas-Rhin.

## Localisation
Ces constructions sont situées à Wasselonne.

## Historique
L'édifice fait l'objet d'une inscription au titre des monuments historiques depuis 1937.